# James Milner
Pour les articles homonymes, voir Milner.
James Philip Milner, dit James Milner, né le 4 janvier 1986 à Leeds au Royaume-Uni, est un footballeur international anglais qui évolue au poste de milieu de terrain ou de latéral à Brighton & Hove Albion.

## Biographie

### Jeunesse
Né près de la ville de Leeds, James Milner passe la plupart du temps à jouer au football à l'école primaire de Westbrook Lane.
Graeme Coulson, entraîneur de Rawdon, reconnait le talent de Milner et le persuade de jouer avec son équipe pour des tournois. Il inscrira un quadruplé lors de la finale d'un tournoi. Élève assidu et intéressé, il reçoit un prix pour ses performances en éducation physique. L'Anglais montre également du talent en cricket et en course à pied. Il a notamment joué pour l'équipe de l'école de cricket du Yorkshire, étant le champion de cross-country trois années consécutives. Milner continue par la suite ses études à Boston Spa School. Il est déjà un grand fan de Leeds United.
Ses parents, Peter et Lesley, étaient des abonnés réguliers du club et James devient même ramasseur de balles. Âgé de 10 ans, il rejoint l'académie de Leeds United. Il y rencontre le futur attaquant des Reds Devils Wayne Rooney. Son modèle est Alan Smith, alors joueur de Leeds. Milner ne tarde pas à progresser rapidement et devient stagiaire après avoir quitté l'école. Cependant, son père insiste pour que son fils ne s'écarte pas du cursus scolaire, l'incitant à se rendre au collège au moins une fois par semaine.
Mais Milner excelle dans le foot et joue pour les moins de 15 et de 17 ans de l'équipe d'Angleterre où il aide ces derniers à remporter le tournoi Nationwide , inscrivant un but face au Brésil.

### En club

#### Leeds United (2002-2004) et prêt à Swindon Town (2003)
Milner fait ses débuts pour le club d'Elland Road le 10 novembre 2002, à l'âge de 16 ans et 309 jours, lors d'un match contre West Ham United. Le 26 décembre, il devient le plus jeune joueur à marquer un but dans la Premier League, face à Sunderland. Un mois plus tard, lors d'un match face à Chelsea, il marque un but en évitant un tacle de Marcel Desailly qui lui vaut de nombreux éloges. Sa performance l'amène à être comparé avec d'autres jeunes footballeurs anglais, tels que Michael Owen et Wayne Rooney . En février 2003, Milner signe un contrat de cinq ans avec Leeds. Au début de la saison suivante, Milner est prêté à Swindon Town pendant un mois afin d'acquérir plus d'expérience, et est sélectionné pour les espoirs d'Angleterre (moins de 20 ans) pour la Coupe du monde des moins de 20 ans en 2003. Au total, il aura joué 6 matches pour 2 buts avec Swindon. L'année suivante, en 2004, il est sélectionné pour les espoirs. Il participe à 46 matchs avec ceux-ci (un record) et marque 9 buts.
Néanmoins, l'équipe de Leeds est sur le déclin et fait l'objet de nombreuses histoires négatives dans les médias. Plusieurs joueurs importants quittent le club. Les mauvais résultats de l'équipe mènent à la spéculation sur l'avenir de Milner à Elland Road. Convoité par Tottenham, il refuse une offre car cela l’éloignerait de sa maison familiale où il vit encore. Mais Leeds tient à faire rester son joueur, qui est devenu cadre, et le président affirme qu'il est « l'avenir du club ». À la fin de la saison 2003-2004, Leeds United est relégué en Championship. Trop faible financièrement, le club conclut un accord avec Newcastle United, pour une somme de 3,6 millions de livres (environ 5,4 millions d'euros).
Bien que Milner soit un supporter déclaré du club et qu'il n'apprécie pas son départ, il dit partir « dans l’intérêt du club ».

#### Newcastle United (2004-2008)
Milner signe pour le club de St James' Park en juillet 2004, afin de joindre des stars comme Alan Shearer, et son nouvel entraîneur Bobby Robson. Il fait son début pendant un match amical à Hong Kong. Le 18 août 2004, il marque son premier but pour les Magpies en Premier League comme ailier contre Middlesbrough. Interrogé sur son placement sur le terrain, Milner dit qu'il n'a pas de préférence de poste. Un mois plus tard, il découvre pour la première fois une compétition européenne, en Coupe UEFA, contre l'Bnei Sakhnin. Il marque de nouveau contre West Bromwich mais ne parvient pas à s'installer comme titulaire. Pendant sa première saison à Newcastle, il évolue surtout en tant que remplaçant, ce qui le frustre.
La saison suivante, après le licenciement de Bobby Robson, Graeme Souness devient entraîneur. Celui-ci donne à Milner plus de temps de jeu avec l'équipe. À la fin de la saison, Milner participe à 41 matchs pour un but. Cette période est compliquée pour le jeune anglais où il subit une remarque très sèche de la part de son entraîneur qui affirme que Newcastle ne pourrait pas gagner « avec une équipe de James Milner ». Néanmoins, le comportement du joueur à la suite de cette sortie est considérée par la presse comme « mature ». Il déclare tout de même qu'il est frustré de ne pas avoir été titulaire régulier tout au long de la saison.
Au début de la saison 2005-2006, Milner marque un but décisif en Coupe Intertoto contre le Dubnica et offre une passe décisive à Shearer pour le troisième but (victoire 3-1). Il confirme sa bonne forme en marquant au tour suivant face au Deportivo La Corogne. En dépit de ses buts cruciaux, l'arrivée de Nolberto Solano complique sa situation. Finalement, il est prêté pour le reste de la saison à Aston Villa.

##### Prêt d'un an à Aston Villa (2005-2006)
À Aston Villa, Milner rejoint son ancien entraîneur, David O'Leary. Celui-ci se dit très heureux de l'arrivée de Milner et espère l'améliorer en tant que joueur. Il débute avec les Villans le 15 septembre 2005, au cours d'un match de championnat contre West Ham. Quelques jours plus tard, Milner marque son premier but avec Villa contre Tottenham (1-1). En Coupe de la Ligue, alors que son équipe est menée 3-1 à la mi-temps par Wycombe Wanderers, il réalise un doublé qui aide les siens à s'imposer 8-3. L'Anglais se montre positif sur l'avenir de l'équipe malgré un mauvais début de saison, louant les qualités de l'effectif. Milner affirme qu'il veut rejoindre définitivement Villa où il peut devenir un titulaire régulier mais ajoute que cela ne dépend pas de lui. Le club, qui souhaite acheter le milieu, entre en négociations avec Newcastle mais le nouvel entraineur des noirs et blancs, Glenn Roeder, apprécie le potentiel de Milner et souhaite qu'il reste au club. À la suite du rachat de Villa par le milliardaire américain Randy Lerner, le transfert du joueur semble proche d'aboutir mais échoue une nouvelle fois. Milner inscrit trois buts et délivre 9 passes décisives lors de cette saison.

#### Retour à Newcastle (2006-2008)
La saison 2006-2007 s'annonce mieux pour Milner qui retourne à Newcastle avec plus d’expérience. Mais les Magpies commencent mal le championnat, enchaînant de nombreuses défaites. La compétition européenne est un bol d'air pour l'équipe avec un parcours réussi en phase de groupe de la Coupe UEFA. En janvier 2007, Milner ouvre son compteur d'une frappe contre Manchester United (1-1). Il poursuit sur sa lancée en trouvant le chemin des filets à trois reprises au cours du mois. Au fil de la saison, Milner s'affirme comme un indéboulonnable joueur, efficace au milieu de terrain et distillant de nombreuses passes à ses coéquipiers. Il signe un nouveau contrat qui le lie au club jusqu'en 2011. Milner finit la saison avec 4 buts et 10 passes décisives.
La saison 2007-2008 est marquée par l'arrivée de Sam Allardyce au poste de manager. Milner se dit heureux au club, trouvant les sessions d’entraînements plus physiques qu'à son premier passage. Allardyce explique que Milner est si désireux de jouer que celui-ci craignait un craquage physique de son joueur et préfère le mettre remplaçant en début de saison. En octobre, il inscrit le 500e but de Newcastle en Premier League durant une victoire contre les Spurs (3-1).
Néanmoins, une blessure au pied vient contrarier sa fin de saison et Milner rate dès lors neuf matches. Des rumeurs de transfert l'envoient à Liverpool. Il commence la saison 2008-2009 sous le maillot de Newcastle et marque un but en Coupe de la Ligue contre Coventry, il quitte le club après avoir remis une demande de transfert à ses dirigeants.

#### Aston Villa (2008-2010)
En août 2008, le joueur anglais alors âgé de 22 ans rejoint définitivement Aston Villa pour un contrat de 4 ans. Milner fait ses débuts en août 2008 en tant que remplaçant. Il signe un doublé au troisième tour de la FA Cup contre Gillingham le jour de ses 23 ans. En janvier 2009, il récidive de nouveau face à Gillingham (2-1). Milner marque son premier but de la saison en Premier League contre Sunderland et aide les siens à l'emporter 2-1. En février, ses bonnes performances lui permettent d'être convoqué par Fabio Capello en équipe d'Angleterre. De nouveau décisif en championnat, il marque contre Blackburn puis Everton, d'un magnifique coup franc. Milner affirme que c'est la période de sa carrière où il a été « le plus constant ».
Replacé milieu de terrain central au début de la saison 2009-2010, après le départ de Gareth Barry à Manchester City, Milner pèse beaucoup plus sur le jeu des Villans que la saison précédente. En février 2010, il marque sur penalty en finale de la Coupe de la Ligue mais Villa s'incline face à Manchester United (2-1). Milner finit sa saison avec 12 buts et 15 passes décisives. Il est nommé par les fans « Joueur de la saison » et reçoit le prix PFA du meilleur jeune joueur de l'année. En mai 2010, Villa reçoit une offre de City de 20 millions de livres sterling que refuse le club. Néanmoins, le joueur exprime le souhait de partir. Le 14 août, sur le point de rejoindre Manchester, Milner joue son dernier match avec Villa et y inscrit un but.

#### Manchester City (2010-2015)
Durant le mercato d'été 2010, Aston Villa et Manchester City trouvent un accord de 22 millions d'euros plus Stephen Ireland pour le transfert de James Milner. Ce transfert est le sixième du club de Manchester qui voit arriver Jérôme Boateng, Yaya Touré, David Silva, Aleksandar Kolarov et Mario Balotelli. Le numéro 7 lui est attribué. Le 23 août 2010, Milner fait ses débuts pour City lors d'une victoire à domicile contre Liverpool (3-0), où il délivre une passe décisive pour Gareth Barry sur l'ouverture du score. Il marque son premier but pour Manchester City en FA Cup contre Leicester City le 9 janvier 2011, mais le match se solde par un nul 2-2. Malgré ce résultat, le parcours en Cup s'avère fructueux pour l'Anglais et ses coéquipiers qui la remportent face à Stoke City (1-0), malgré l'absence de Milner, sur le banc lors de la finale.
Lors de la saison 2011-2012, Milner ne tarde pas à marquer face à Everton en septembre 2011. Deux journées après, il marque contre son ancien club, Aston Villa, au cours d'une victoire 4-1. Il participe à la déroute de Manchester United où le milieu est impliqué sur deux buts des Citizens qui infligeront un lourd revers aux Reds Devils  (6-1), infligeant ainsi la plus lourde défaite à domicile en championnat de United depuis 1930. En janvier 2012, il inscrit sur penalty son troisième but de la saison contre Liverpool (3-0). Durant la dernière journée de championnat, un but de Sergio Agüero donne le titre à Manchester City, qui l'échappait depuis 44 ans.
La saison 2012-2013 est plus difficile pour Milner et Manchester City. En octobre 2012, il marque son premier but de la saison sur coup franc, scellant une victoire contre Sunderland (3-0). Le 20 octobre, il reçoit le premier carton rouge de sa carrière face à West Brom. En novembre, il marque un but contre Wigan (victoire 2-0). En janvier 2013, il marque à l'extérieur face aux Gunners d'Arsenal et devient le premier joueur de City à marquer à l'Emirates Stadium depuis 2007. En avril, il inscrit un but durant le derby contre Manchester United, remporté 2-1 à Old Trafford. Milner finit sa saison avec 4 buts et 7 passes décisives en 36 matches.
Durant la saison 2013-2014, Milner inscrit le but victorieux en Ligue des champions face au Bayern Munich (3-2) et devient le premier joueur anglais de City à marquer en C1. En championnat, Manchester lutte tout au long de la saison pour le titre face à un Liverpool emmené par Luis Suárez et Daniel Sturridge. Néanmoins, une défaite des Reds à Chelsea offre le titre à City. Le milieu anglais distille 11 passes décisives en 45 matches au cours de la saison. Sa saison solide et réussie lui permet d’être convoqué avec les Three Lions pour la Coupe du monde 2014.
Il devient un joueur important dans les dispositifs de Roberto Mancini puis de Manuel Pellegrini où il continue de faire preuve d'une grande polyvalence sur le terrain avec en prime deux championnats remportés en 2012 et 2014.

#### Liverpool (2015-2023)
Après cinq années passées avec les Citizens, Milner est officiellement transféré au Liverpool FC le 4 juin 2015,. Il est annoncé vice-capitaine, derrière Jordan Henderson.
Milner fait ses débuts le 9 août 2015 lors d'un succès 0-1 contre Stoke City en Premier League. Le 26 septembre, il inscrit son premier but pour les Reds et contribue à une victoire 3-2 aux dépens de son ancien club de l'Aston Villa à Anfield. Liverpool parvient à se hisser en finale de la Ligue Europa contre le Séville FC mais les Anglais sont défaits 1-3. Milner clôt son exercice avec de belles statistiques personnelles, avec notamment onze passes décisives en championnat.
Pour le début de saison 2016-2017, Jürgen Klopp aligne Milner en défense, notamment comme latéral gauche. Il distille neuf passes décisives en Ligue des champions la saison suivante, un record dans la compétition. Liverpool atteint la finale mais s'incline face au double tenant du titre du Real Madrid.
James Milner, malgré son âge, reste un élément important de l'effectif de Liverpool et apporte son expérience, son calme et son énergie pendant les matchs.
En juin 2019, Milner remporte la Ligue des champions après une victoire 2-0 contre Tottenham. Les Reds finissent vice-champion de Premier League, à seulement un point de Manchester City.
Milner est sacré champion d'Angleterre à l'issue de la saison 2019-2020. C'est la troisième fois qu'il remporte ce trophée dans sa carrière, la première sous les couleurs de Liverpool. Le club attendait ce titre depuis 30 ans.
Le 6 juin 2022, le club annonce la prolongation de contrat d'une saison de James Miner, soit jusqu'en juin 2023. Le 17 mai 2023, le club anglais annonce qu'il ne prolongera pas le contrat de James Milner qui sera donc libre en juin 2023 .

#### Brighton (2023-)
Le 14 juin 2023, James Milner s'engage librement à Brighton & Hove Albion jusqu'en 2024 pour un contrat d'un an plus une année en option.
Il fait sa première apparition sous les couleurs de Brighton le 12 août 2023, lors de la première journée de la saison 2023-2024 de Premier League, face à Luton Town où il est titularisé. Son équipe s'impose par quatre buts à un ce jour-là.
Le 2 janvier 2024, lors d'un match nul face à West Ham United (0-0 score final), Milner joue son 632e match de Premier League, arrivant ainsi à la deuxième place des joueurs ayant joué le plus de rencontre dans cette compétition, à égalité avec Ryan Giggs,.

### En équipe nationale
James Milner représente l'équipe d'Angleterre des moins de 17 ans entre 2002 et 2003. Avec cette sélection il participe au Championnat d'Europe des moins de 17 ans en 2003. Lors de ce tournoi organisé au Portugal il joue cinq matchs et marque trois buts. Son équipe est éliminée en demi-finale par le Portugal après une séance de tirs au but.
James Milner honore sa première sélection avec l'équipe nationale d'Angleterre le 12 août 2009, lors d'un match amical contre les Pays-Bas (2-2).
Il est le titulaire du couloir droit à la Coupe du monde 2010 et à l'Euro 2012 avec les Three Lions. James Milner, grâce à sa grande polyvalence, a joué à plusieurs postes en sélection (arrière droit, arrière gauche, milieu récupérateur, milieu droit, milieu gauche).
Il inscrit son premier et seul but avec la sélection contre la Moldavie le 7 septembre 2012. Il est titularisé ce jour-là et son équipe s'impose par cinq buts à zéro.
Il est sélectionné par Roy Hodgson pour faire partie de l'effectif anglais pour la Coupe du monde 2014 en Brésil. Néanmoins, l'Angleterre se fait éliminer dès la phase de groupes.
Le 16 mai 2016, il est convoqué en équipe d'Angleterre par le sélectionneur Roy Hodgson pour faire partie de l'effectif provisionnel de l'Euro 2016.
Le 5 août 2016, Milner annonce qu'il met un terme à sa carrière en sélection.

## Style de jeu
Milner est réputé pour sa polyvalence ; au cours de sa carrière, Milner a joué comme milieu de terrain central, un milieu de terrain défensif, et comme un milieu de terrain offensif, ainsi que sur l'aile, et comme arrière latéral, la position préférée de Milner étant celle de milieu de terrain central. Durant son passage à Leeds United, Milner a principalement joué en tant qu'ailier, avant de passer au milieu de terrain central lors de son séjour à Aston Villa.
Milner est considéré comme un footballeur tenace. Par conséquent, son rôle principal dans l'équipe est celui d'un milieu de terrain large qui crée des occasions de marquer. Bien que Milner ne marque pas beaucoup de buts, il a un bon palmarès en matière de passes décisives, avec plus de 80 en Premier League, le plaçant à la 8e place de tous les temps,.Nolberto Solano, un ancien coéquipier, a déclaré qu'en raison de son talent, Milner deviendrait "un joueur d'équipe important". Après son transfert à Newcastle, il a commencé à jouer davantage comme ailier. Il a été décrit comme "à l'aise sur l'une ou l'autre aile". Il a également été utilisé occasionnellement comme milieu de terrain central, attaquant et comme arrière droit d'urgence, généralement lors d'une crise de blessure. Manuel Pellegrini, qui a entraîné Milner à Manchester City, l'a décrit comme le joueur anglais le plus complet du football moderne, louant sa polyvalence, son engagement, son niveau de performance et sa polyvalence.

## Statistiques

### Générales
| Saison                | Club                   | Championnat           | Championnat | Championnat | Championnat | Coupe nationale | Coupe nationale | Coupe nationale | Coupe de la Ligue | Coupe de la Ligue | Coupe de la Ligue | Supercoupe | Supercoupe | Supercoupe | Compétition(s) continentale(s) | Compétition(s) continentale(s) | Compétition(s) continentale(s) | Compétition(s) continentale(s) | Angleterre | Angleterre | Angleterre | Total | Total | Total |
| Saison                | Club                   | Division              | M.          | B.          | P.d.        | M.              | B.              | P.d.            | M.                | B.                | P.d.              | M.         | B.         | P.d.       | Comp.                          | M.                             | B.                             | P.d.                           | M.         | B.         | P.d.       | M.    | B.    | P.d.  |
| 2002-2003             | Leeds United           | PL                    | 18          | 2           | 1           | 4               | 0               | 0               | 0                 | 0                 | 0                 | -          | -          | -          | -                              | -                              | -                              | -                              | -          | -          | -          | 22    | 2     | 1     |
| 2003-2004             | Leeds United           | PL                    | 30          | 3           | 0           | 1               | 0               | 0               | 1                 | 0                 | 0                 | -          | -          | -          | -                              | -                              | -                              | -                              | -          | -          | -          | 32    | 3     | 0     |
| Sous-total            | Sous-total             | Sous-total            | 48          | 5           | 1           | 5               | 0               | 0               | 1                 | 0                 | 0                 | -          | -          | -          | -                              | -                              | -                              | -                              | -          | -          | -          | 54    | 5     | 1     |
| 2003-2004             | Swindon Town (prêt)    | D3                    | 6           | 2           | 0           | -               | -               | -               | -                 | -                 | -                 | -          | -          | -          | -                              | -                              | -                              | -                              | -          | -          | -          | 6     | 2     | 0     |
| Sous-total            | Sous-total             | Sous-total            | 6           | 2           | 0           | -               | -               | -               | -                 | -                 | -                 | -          | -          | -          | -                              | -                              | -                              | -                              | -          | -          | -          | 6     | 2     | 0     |
| 2004-2005             | Newcastle United       | PL                    | 25          | 1           | 2           | 4               | 0               | 0               | 1                 | 0                 | 0                 | -          | -          | -          | C3                             | 11                             | 0                              | 1                              | -          | -          | -          | 41    | 1     | 3     |
| 2005-2006             | Newcastle United       | PL                    | 3           | 0           | 0           | -               | -               | -               | -                 | -                 | -                 | -          | -          | -          | C4                             | 4                              | 2                              | 0                              | -          | -          | -          | 7     | 2     | 0     |
| 2006-2007             | Newcastle United       | PL                    | 35          | 3           | 8           | 2               | 1               | 1               | 3                 | 0                 | 1                 | -          | -          | -          | C3+C4                          | 11+2                           | 0                              | 2+0                            | -          | -          | -          | 53    | 4     | 12    |
| 2007-2008             | Newcastle United       | PL                    | 29          | 2           | 2           | 2               | 1               | 1               | 1                 | 0                 | 0                 | -          | -          | -          | -                              | -                              | -                              | -                              | -          | -          | -          | 32    | 3     | 3     |
| 2008-2009             | Newcastle United       | PL                    | 2           | 0           | 0           | -               | -               | -               | 1                 | 1                 | 0                 | -          | -          | -          | -                              | -                              | -                              | -                              | -          | -          | -          | 3     | 1     | 0     |
| Sous-total            | Sous-total             | Sous-total            | 94          | 6           | 12          | 8               | 2               | 2               | 6                 | 1                 | 1                 | -          | -          | -          | -                              | 28                             | 2                              | 3                              | -          | -          | -          | 136   | 11    | 18    |
| 2005-2006             | Aston Villa (prêt)     | PL                    | 27          | 1           | 8           | 3               | 0               | 0               | 3                 | 2                 | 0                 | -          | -          | -          | -                              | -                              | -                              | -                              | -          | -          | -          | 33    | 3     | 8     |
| 2008-2009             | Aston Villa            | PL                    | 36          | 3           | 8           | 3               | 3               | 0               | -                 | -                 | -                 | -          | -          | -          | C3                             | 4                              | 0                              | 0                              | -          | -          | -          | 43    | 6     | 8     |
| 2009-2010             | Aston Villa            | PL                    | 36          | 7           | 12          | 5               | 0               | 1               | 6                 | 4                 | 2                 | -          | -          | -          | C3                             | 2                              | 1                              | 0                              | 11         | 0          | 0          | 60    | 12    | 15    |
| 2010-2011             | Aston Villa            | PL                    | 1           | 1           | 0           | -               | -               | -               | -                 | -                 | -                 | -          | -          | -          | -                              | -                              | -                              | -                              | -          | -          | -          | 1     | 1     | 0     |
| Sous-total            | Sous-total             | Sous-total            | 100         | 12          | 28          | 11              | 3               | 1               | 9                 | 6                 | 2                 | -          | -          | -          | -                              | 6                              | 1                              | 0                              | 11         | 0          | 3          | 137   | 22    | 34    |
| 2010-2011             | Manchester City        | PL                    | 32          | 0           | 6           | 3               | 2               | 1               | 1                 | 0                 | 0                 | -          | -          | -          | C3                             | 5                              | 0                              | 1                              | 8          | 0          | 0          | 49    | 2     | 8     |
| 2011-2012             | Manchester City        | PL                    | 26          | 3           | 5           | 1               | 0               | 0               | 3                 | 0                 | 0                 | 1          | 0          | 0          | C1+C3                          | 4+2                            | 0                              | 0                              | 11         | 0          | 0          | 48    | 3     | 5     |
| 2012-2013             | Manchester City        | PL                    | 26          | 4           | 3           | 6               | 0               | 1               | 1                 | 0                 | 1                 | 1          | 0          | 1          | C1                             | 2                              | 0                              | 1                              | 8          | 1          | 2          | 44    | 5     | 9     |
| 2013-2014             | Manchester City        | PL                    | 31          | 1           | 4           | 4               | 0               | 0               | 3                 | 0                 | 4                 | -          | -          | -          | C1                             | 6                              | 1                              | 3                              | 10         | 0          | 0          | 54    | 2     | 11    |
| 2014-2015             | Manchester City        | PL                    | 32          | 5           | 7           | 2               | 2               | 0               | 2                 | 0                 | 1                 | 1          | 0          | 0          | C1                             | 8                              | 1                              | 0                              | 6          | 0          | 1          | 51    | 8     | 9     |
| Sous-total            | Sous-total             | Sous-total            | 147         | 13          | 25          | 16              | 4               | 2               | 10                | 0                 | 6                 | 3          | 0          | 1          | -                              | 27                             | 2                              | 5                              | 43         | 1          | 3          | 246   | 20    | 42    |
| 2015-2016             | Liverpool FC           | PL                    | 28          | 5           | 11          | 1               | 0               | 0               | 4                 | 0                 | 0                 | -          | -          | -          | C3                             | 12                             | 2                              | 3                              | 7          | 0          | 0          | 52    | 7     | 14    |
| 2016-2017             | Liverpool FC           | PL                    | 36          | 7           | 3           | 0               | 0               | 0               | 4                 | 0                 | 1                 | -          | -          | -          | -                              | -                              | -                              | -                              | -          | -          | -          | 40    | 7     | 4     |
| 2017-2018             | Liverpool FC           | PL                    | 32          | 0           | 3           | 2               | 1               | 0               | 0                 | 0                 | 0                 | -          | -          | -          | C1                             | 13                             | 0                              | 9                              | -          | -          | -          | 47    | 1     | 12    |
| 2018-2019             | Liverpool FC           | PL                    | 31          | 5           | 5           | 1               | 0               | 0               | 1                 | 0                 | 0                 | -          | -          | -          | C1                             | 12                             | 2                              | 2                              | -          | -          | -          | 45    | 7     | 7     |
| 2019-2020             | Liverpool FC           | PL                    | 22          | 2           | 2           | 2               | 0               | 0               | 2                 | 2                 | 1                 | 0          | 0          | 0          | C1+SU+CMC                      | 8+1+2                          | 0                              | 1+0+0                          | -          | -          | -          | 37    | 4     | 4     |
| 2020-2021             | Liverpool FC           | PL                    | 26          | 0           | 1           | 2               | 0               | 0               | 1                 | 0                 | 0                 | 1          | 0          | 0          | C1                             | 6                              | 0                              | 0                              | -          | -          | -          | 36    | 0     | 1     |
| 2021-2022             | Liverpool FC           | PL                    | 24          | 0           | 1           | 3               | 0               | 0               | 4                 | 0                 | 1                 | -          | -          | -          | C1                             | 8                              | 0                              | 1                              | -          | -          | -          | 39    | 0     | 3     |
| 2022-2023             | Liverpool FC           | PL                    | 31          | 0           | 1           | 2               | 0               | 0               | 1                 | 0                 | 1                 | 1          | 0          | 0          | C1                             | 8                              | 0                              | 0                              | -          | -          | -          | 43    | 0     | 2     |
| Sous-total            | Sous-total             | Sous-total            | 230         | 19          | 27          | 13              | 1               | 0               | 17                | 2                 | 4                 | 2          | 0          | 0          | -                              | 70                             | 4                              | 16                             | 7          | 0          | 0          | 339   | 26    | 47    |
| 2023-2024             | Brighton & Hove Albion | Premier League        | 15          | 0           | 2           | -               | -               | -               | -                 | -                 | -                 | -          | -          | -          | C3                             | 5                              | 0                              | 0                              | -          | -          | -          | 20    | 0     | 2     |
| 2024-2025             | Brighton & Hove Albion | Premier League        | 4           | 0           | 0           | -               | -               | -               | -                 | -                 | -                 | -          | -          | -          | -                              | 0                              | 0                              | 0                              | -          | -          | -          | 4     | 0     | 0     |
| 2025-2026             | Brighton & Hove Albion | Premier League        | -           | -           | -           | -               | -               | -               | -                 | -                 | -                 | -          | -          | -          | -                              | -                              | -                              | -                              | -          | -          | -          | 0     | 0     | 0     |
| Sous-total            | Sous-total             | Sous-total            | 19          | 0           | 2           | 0               | 0               | 0               | 0                 | 0                 | 0                 | 0          | 0          | 0          | -                              | 5                              | 0                              | 0                              | 0          | 0          | 0          | 24    | 0     | 2     |
| Total sur la carrière | Total sur la carrière  | Total sur la carrière | 644         | 57          | 95          | 53              | 10              | 5               | 43                | 9                 | 13                | 5          | 0          | 1          | -                              | 136                            | 9                              | 24                             | 61         | 1          | 6          | 942   | 86    | 144   |

### Buts internationaux
| 0   | Date             | Lieu                             | Compétition                       | Résultat | Adversaire | Détail | Détail        | Détail | Sél. |
| --- | ---------------- | -------------------------------- | --------------------------------- | -------- | ---------- | ------ | ------------- | ------ | ---- |
| 1er | 7 septembre 2012 | Stade Zimbru, Chișinău, Moldavie | Éliminatoires Coupe du monde 2014 | V 0-5    | Moldavie   | 74e    | du pied droit | 0-4    | 32e  |

## Palmarès

### En sélection
- Angleterre espoirs
  - Finaliste de l'Euro espoirs en 2009

### En club
| Manchester City (5) - Championnat d'Angleterre (2) : - Champion : 2012 et 2014 - Vice-champion : 2013 et 2015 - Coupe d'Angleterre (1) : - Vainqueur : 2011 - Finaliste : 2013 - Community Shield (1) : - Vainqueur : 2012 - Finaliste : 2011 - Coupe de la Ligue (1) : - Vainqueur : 2014 | Liverpool FC (7) - Championnat d'Angleterre (1) : - Champion : 2020 - Vice-champion : 2019 et 2021 - Coupe d'Angleterre (1) : - Vainqueur : 2022 - Community Shield (1) : - Vainqueur : 2022 - Finaliste : 2019 et 2020 - Coupe de la Ligue (1) : - Vainqueur : 2022 - Finaliste : 2016 - Ligue des champions (1) : - Vainqueur : 2019 - Finaliste : 2018 et 2022 - Supercoupe de l'UEFA (1) : - Vainqueur : 2019 - Coupe du monde des clubs (1) : - Vainqueur : 2019 - Ligue Europa : - Finaliste : 2016 |

### Récompenses individuelles
- Jeune joueur de l'année PFA (en) en 2010
- Meilleur passeur de l'Histoire de la Ligue des Champions sur une saison (2017-2018, 9 passes)
- Meilleur passeur de la Ligue des Champions 2017-2018
- 2024 : premier joueur de l’Histoire à disputer 23 saisons en Premier League (ligue anglaise de football).

## Décoration
- Membre de l'ordre de l'Empire britannique (2023)[52],[53]